# Феррер Лукас, Пепита
Пепита Феррер Лукас (исп. Pepita Ferrer Lucas; 7 мая 1938, Барселона — 14 января 1993) — испанская шахматистка, международный мастер (1974) среди женщин.
Восьмикратная чемпионка Испании (1961, 1963, 1969, 1971, 1972, 1973, 1974 и 1976).
В составе сборной Испании участница семи Олимпиад (1974—1986). На 7-й Олимпиаде (1976) в Хайфе команда заняла третье место.

## Изменения рейтинга
| Графики недоступны из-за технических проблем. См. информацию на Фабрикаторе и на mediawiki.org. |